# سی‌کیو زرافه
سی‌کیو زرافه یک ستاره است که در صورت فلکی زرافه قرار دارد.